# Comuna Piskî, Baștanka
Piskî (în ucraineană Піски) este o comună în raionul Baștanka, regiunea Mîkolaiiv, Ucraina, formată din satele Kosteantînivka și Piskî (reședința).

## Demografie
Componența lingvistică a comunei Piskî
     Ucraineană (96,82%)
     Rusă (2,95%)
     Alte limbi (0,23%)
Conform recensământului din 2001, majoritatea populației comunei Piskî era vorbitoare de ucraineană (96,82%), existând în minoritate și vorbitori de rusă (2,95%).